# Deckenia mitis
Deckenia mitis is een krabbensoort uit de familie van de Potamonautidae. De wetenschappelijke naam van de soort is voor het eerst geldig gepubliceerd in 1898 door Hilgendorf.